# Anne Tardos

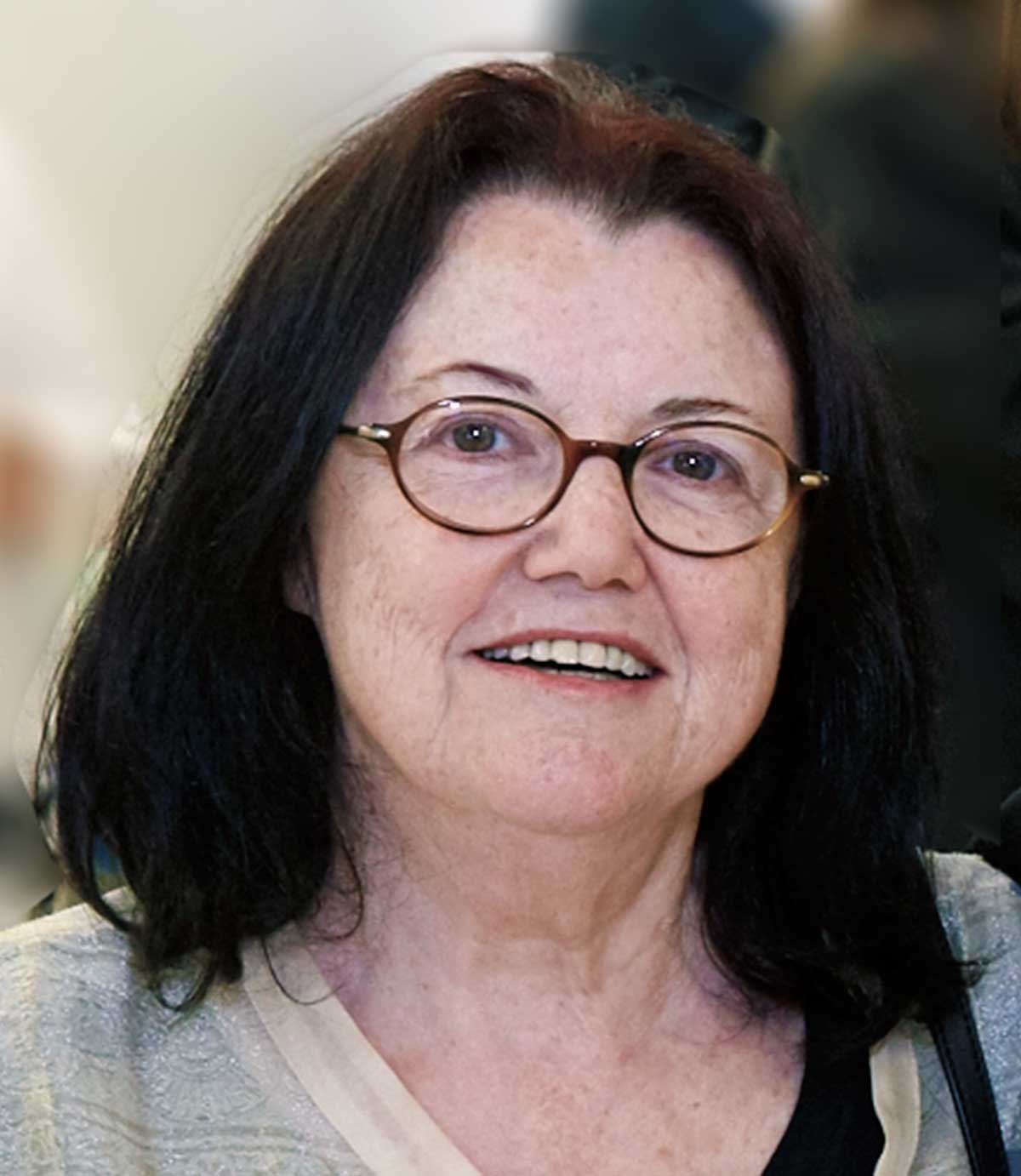
Anne Tardos

Anne Tardos (* 1. Dezember 1943 in Cannes) ist eine französisch-US-amerikanische Autorin und Multimediakünstlerin.

## Leben und Werk
Anne Tardos wurde 1943 als Tochter des ungarischen Schriftstellers Tibor Tardos und der österreichischen Radioproduzentin Berthe Tardos geboren. 1948 zog die Familie nach Budapest. 1957 kam Anne Tardos nach Wien und nahm 1961 ein Studium für akustische Gitarre und Piano an der Universität für Musik und darstellende Kunst Wien auf. Nach Aufenthalten in Paris und New York ließ Anne Tardos sich 1966 in New York nieder und studierte von 1967 bis 1970 an der Art Students League of New York. 1972 wurde die Videoinstallation „Apple Eaters“ in The Kitchen in New York gezeigt. 1974 bezog Anne Tardos eine Loftwohnung in Soho Manhattan und knüpfte Freundschaften mit Simone Forti, Nam June Paik, Shigeko Kubota, Charlotte Moorman, George Maciunas, Ay-O, Emmett Williams und Robert Filliou.
Von 1976 bis 1978 war Tardos mit dem israelischen Bildhauer Oded Halahmy verheiratet. Sie lernte 1975 Jackson Mac Low (1922–2004) kennen, mit dem sie ab 1978 zusammenarbeitete und den sie 1990 heiratete. Seit 2012 ist Tardos mit dem Komponisten Michael Byron (* 1953) verheiratet.
Anne Tardos ist Autorin sieben mehrsprachiger (französisch, ungarisch, deutsch, englisch) Gedichtbände und war Gastprofessorin an zahlreichen amerikanischen Universitäten.
Die Multimediaperformance „Among Men“ wurde 1994 vom S.E.M.Ensemble New York uraufgeführt und später vom Westdeutschen Rundfunk Köln produziert.

## Ausstellungen (Auswahl)
Die visuellen Werke von Anne Tardos wurden auf der Biennale di Venezia, Venedig, im Museum of Modern Art, New York und im Whitney Museum of American Art gezeigt. Für die documenta 8 in Kassel arbeitete sie zusammen mit Alison Knowles und Sorrel Hays.